# Vittorio Micheli
Vittorio Micheli, né le 6 février 1940 à Scurelle, dans la province de Trente (Italie), s'est rétabli d'un ostéosarcome après un voyage à Lourdes, ce qui lui vaut d'être considéré par l'Église catholique comme un miraculé.

## Biographie
Son père est meunier et sa mère est femme au foyer. Son grand frère, 8 ans plus âgé que lui, est ordonné prêtre.

### La progression du cancer
Il commence son service militaire en novembre 1961 dans les chasseurs alpins. En avril 1962, il a des douleurs à la hanche qui l'empêchent bientôt de marcher. Des radios du 22 mai 1962 montrent une tache noire sur la tête de fémur de la jambe gauche, avec altération de l'os, qui sont interprétées comme un cancer de l'os. Une biopsie confirme le diagnostic. En juin 1962, il est transféré du de l'Hôpital militaire de Vérone à l'Hôpital militaire de Trente. En août, les médecins envisagent un traitement par radiothérapie au centre de tumeurs de Borgo di Valsugana, mais abandonnent l'idée et essaient brièvement la chimiothérapie. En novembre, les radios montrent une luxation : la tête du fémur avait perdu le contact avec le bassin, avec un décalage vertical de 5 cm. On lui enferme la jambe et le bassin dans le plâtre afin d'empêcher le fémur de sortir de l'articulation, tout en lui cachant la vérité. Une radio de janvier 1963 révèle que la dislocation a encore augmenté.
Au printemps 1963, les médecins lui annoncent finalement qu'il va mourir. En mai, sa mère obtient du frère aîné qu'il accompagne Vittorio à Lourdes. Le ministère finit par donner l'autorisation de quitter le pays. Les médecins déconseillent le voyage, qui risque d'être fatal. On est obligé de lui changer le plâtre en mettant un plâtre plus solide. En effet, des examens montrent alors une déformation de la hanche gauche. Le patient ne peut plus se tenir debout et ne contrôle plus sa jambe, et la douleur est continue et nécessite des analgésiques. Il souffre également de troubles digestifs et de perte d'appétit. La jambe n'est plus reliée au bassin que par du tissu mou.
Il souffre beaucoup et fait le voyage en position couchée.

### La guérison
A Lourdes, il prend des bains d'eau miraculeuse, et reçoit les sacrements. Au cours des immersions, il lui semble que sa jambe répond de nouveau, et il a faim, « ce qui [serait] une caractéristique des guérisons de Lourdes ». Il est amené à la grotte le 1er juin 1962. Il lui semble alors que les douleurs diminuent. De retour en Italie, il arrive à se mettre debout en cachette tout en conservant le plâtre. En août, les os du bassin ont commencé à se régénérer et le sarcome a regressé. Les médecins restent perplexes et n'enlèvent le plâtre qu'en février 1964, lorsque les radios montrent que le cancer avait disparu. Progressivement, l'articulation redevient normale et le bassin reprend sa forme normale. Le fémur a retrouvé sa place normale dans la hanche sans l'intervention d'un chirurgien, avec toutefois un acetabulum légèrement déplacé et du tissu cicatriciel. Il marche normalement 1 mois après avoir quitté le plâtre.

### La vie ultérieure
En 1964, après avoir quitté l'hôpital militaire, il retourne chez sa mère, qui mourra en 1967. Il exerce alors un métier de maçon couvreur, qui nécessite d'être debout 10 heures par jour, sans aucune gêne ni douleur. Il fait de fréquents voyages à Lourdes, où il œuvre comme bénévole auprès des malades. Il y rencontre une infirmière italienne qu'il épouse en 1971 ; elle meurt d'un cancer du pancréas en 2008.
Le cancer n'est jamais réapparu. Il n'y a eu aucune métastase.

## Interprétation par l'église catholique
L'Église catholique ordonne une enquête médicale qui dure de longues années. Un premier vote de la commission médicale concernant l'absence d'explication a lieu en 1969, avec 12 voix pour, 0 contre et 6 abstentions. Il est alors décidé de demander une expertise à un 3e professeur de pathologie.
Le 3 mai 1971, la commission médicale conclut que « Vittorio Micheli avait été frappé d'une tumeur maligne au bassin, qui l'enveloppait complètement et détruisait la majeure partie de l'os iliaque. Cette tumeur était un sarcome, qui du coup, sans aucun traitement, a guéri ». La dernier vote de la commission fait état de 12 voix pour, 0 contre et 3 abstentions,.
Le rapport de la commission médicale est envoyé à Trente, où une commission canonique donne un avis favorable à la qualification de miracle. L'archevêque de Trente, Alessandro Maria Gottardi (it), déclare la guérison miraculeuse le 26 mai 1976.

## Tentatives d'explications scientifiques du miracle
Barbara Neilan remarque que certains très rares cas des ostéosarcomes ont régressé spontanément, en particulier chez des enfants en bas âge.
Robert A. Anderson suggère que la tumeur se serait développée à cause du stress de Vittorio Micheli chez les militaires, et que l'absence de stress a permis la guérison.
Christian Delourmel y voit un exemple d'interaction entre la médecine classique et la psychosomatique, qui concerne l'effet placebo /nocebo et la dernière théorie des pulsions.